# مایکل دلینی
مایکل دلینی (انگلیسی: Michael Delany؛ زادهٔ ۲۲ اوت ۱۹۶۵) شناگر اهل استرالیا است.
وی در مسابقات کشوری و بین‌المللی در مجموع برندهٔ ۱ مدال طلا، ۱ مدال نقره، ۱ مدال برنز شده‌است.